# Moerser Kreisbahn

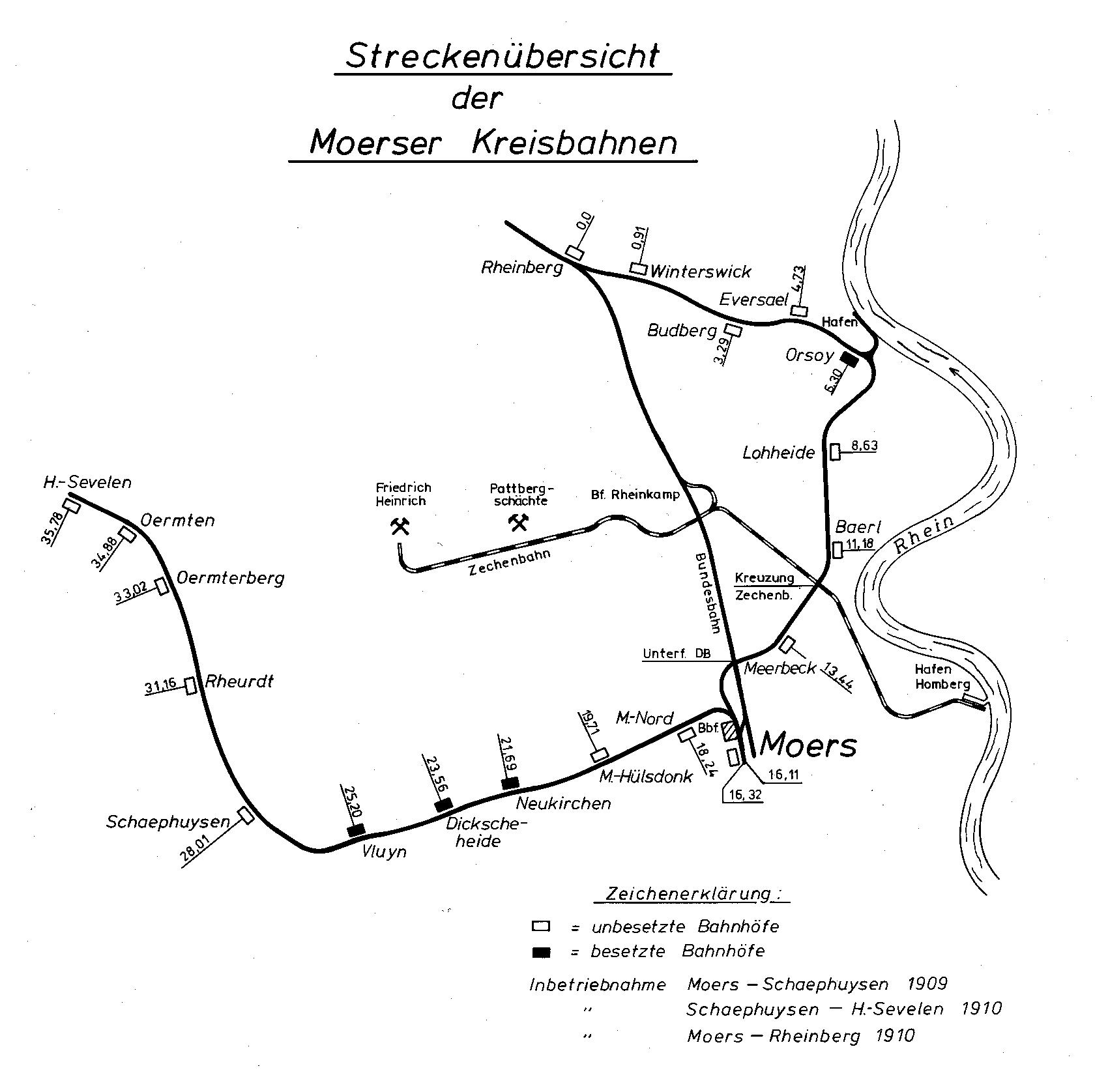
Streckennetz der Moerser Kreisbahn

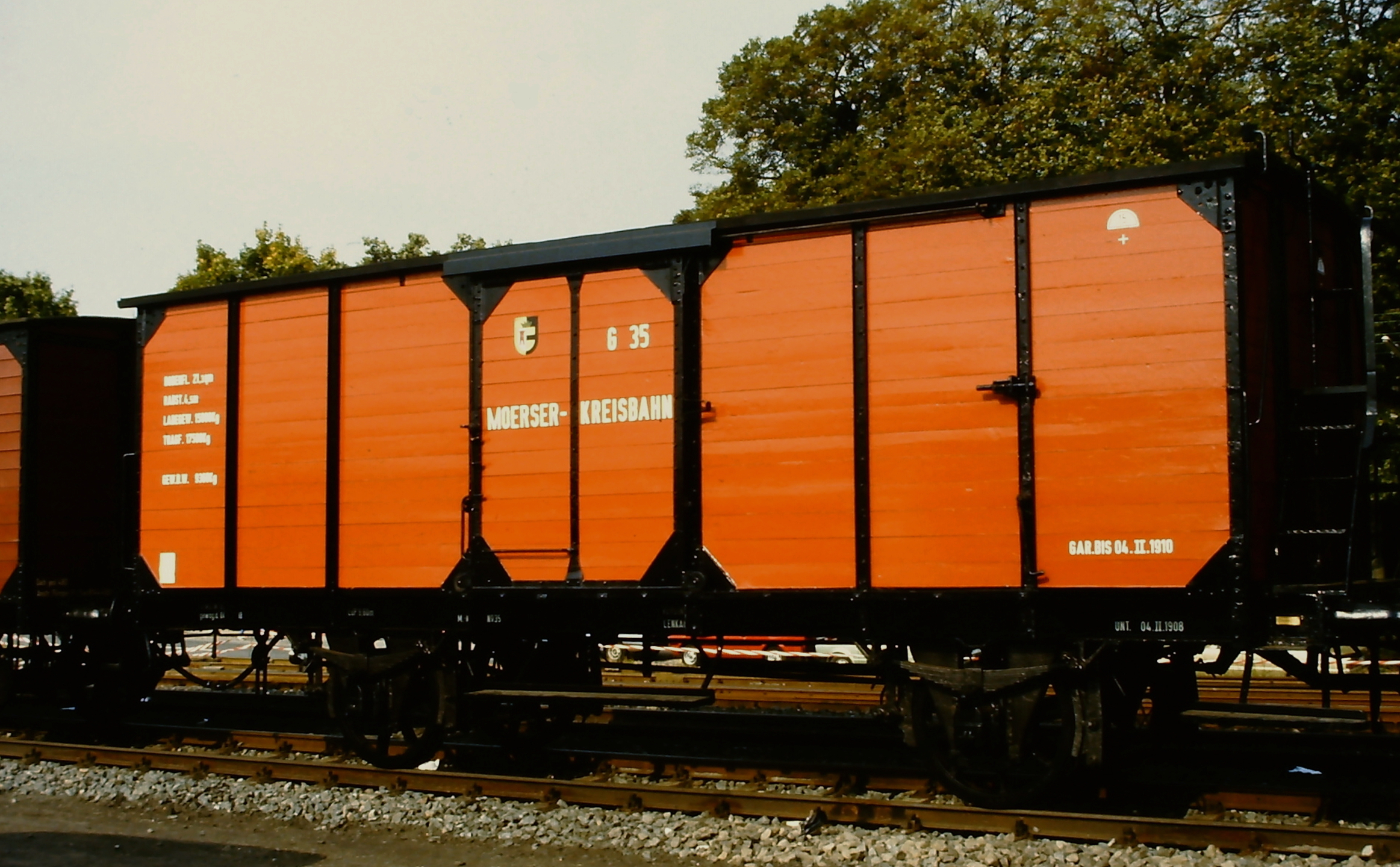
Ehemaliger Güterwagen G 35, 1985

Die Moerser Kreisbahn war eine Bahngesellschaft im Kreis Moers (heute Kreis Kleve und Kreis Wesel), die die Bahnstrecke von Rheinberg über Moers nach Hoerstgen-Sevelen betrieb.
Um den Norden des damaligen Kreises Moers besser erschließen zu können, beschloss der Kreistag im Jahr 1905 den Bau von mehreren Eisenbahnstrecken. Nachdem die ursprünglichen Pläne reduziert worden waren, wurde noch im gleichen Jahr die Konzession für die Strecke von Rheinberg über Moers nach Sevelen erteilt. Eröffnet wurde die Strecke von Moers nach Schaephuysen am 1. Mai 1909, im folgenden Jahr der Rest der Strecke. Der Verkehr entwickelte sich gut, nach den Erschließung neuer Kohlevorkommen 1912 stieg er rapide. So wurde auch schon früh der Personen- vom Güterverkehr getrennt, 1921 beschaffte man die ersten Triebwagen, sie stammten ursprünglich von der Schmöckwitz–Grünauer Uferbahn.
Die Wirtschaftskrise in den 1920er Jahren machte sich in sinkenden Beförderungsleistungen bemerkbar, diese stiegen dann aber in den 1930er Jahren wieder.
1938 schloss sich die Moerser Kreisbahn mit der Straßenbahn Moers–Kamp–Rheinberg, dem Rheinhafen Orsoy und dem Kreiswasserwerk zu den Kreis Moerser Verkehrs- und Versorgungsbetrieben zusammen. 1967 gingen diese in den Niederrheinischen Verkehrsbetriebe (NIAG) auf.
Der Personenverkehr auf der Strecke wurde 1968 eingestellt.
Die Strecke besteht aber nach wie vor und wird im Güterverkehr betrieben.

## Dampflokomotiven
| Lok-Nr. | Typ              | Hersteller                | Fabriknummer | Baujahr | bei Kreisbahn | bei Kreisbahn | Verbleib                               |
|         |                  |                           |              |         | von           | bis           |                                        |
| ------- | ---------------- | ------------------------- | ------------ | ------- | ------------- | ------------- | -------------------------------------- |
| 1       | B n2t            | Hohenzollern              | 2395         | 1909    | 1909          | ?             | ?                                      |
| 2       | B n2t            | Hohenzollern              | 2396         | 1909    | 1909          | ?             | ?                                      |
| 10      | C n2t            | Borsig                    | ?            | ?       | 1930          | 1937          | verschrottet                           |
| 11      | B n2t            | Hohenzollern              | 2397         | 1908    | 1908          | ?             | ?                                      |
| 12      | B n2t            | Hohenzollern              | 2398         | 1908    | 1908          | ?             | ?                                      |
| 21      | C n2t            | Hohenzollern              | 2656         | 1910    | 1910          | 1944          | verschrottet 1949                      |
| 31      | C n2t            | Hohenzollern              | 2885         | 1911    | 1911          | 6.11.1961     | verschrottet                           |
| 40      | D n2t            | Hohenzollern              | 3289         | 1914    | 1914          | 1961          | verschrottet 1963                      |
| 41      | D n2t            | Hohenzollern              | 3290         | 1914    | 1914          | 1956          | verschrottet 1963                      |
| 50      | D n2t pr. T 13   | Union Gießerei Königsberg | 2073         | 1913    | 1936          | 1963          | verschrottet 1967                      |
| 51      | D n2t pr. T 13   | Union Gießerei Königsberg | 2066         | 1913    | 1936          | 1963          | verschrottet 1967                      |
| 60      | D n2t            | Hohenzollern              | 3938         | 1920    | 1920          | 1962          | verschrottet 1965                      |
| 61      | D n2t            | Hohenzollern              | 3939         | 1920    | 1920          | 1967          | verschrottet 1967                      |
| 62      | D n2t            | Hohenzollern              | 3940         | 1920    | 1920          | 1945          | an Halberstadt-Blankenburger Eisenbahn |
| 63      | 1’C n2t pr. T 11 | Union Gießerei Königsberg | 1700         | 1909    | 1948          | 1951          | verkauft                               |
| 64      | 1’C n2t pr. T 11 | Union Gießerei Königsberg | 1265         | 1903    | 1948          | 1951          | verkauft 1967                          |
| 90      | E n2t            | Krupp                     | 1947         | 1939    | 1939          | 1964          | verschrottet                           |